# Wayman Elbridge Adams

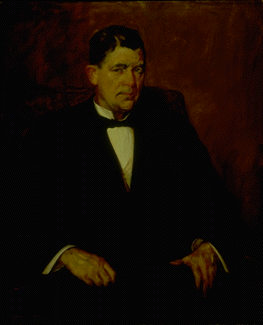
Wayman Elbridge Adams: Governor James Franklin Hanly of Indiana, 1913. Indiana Historical Society

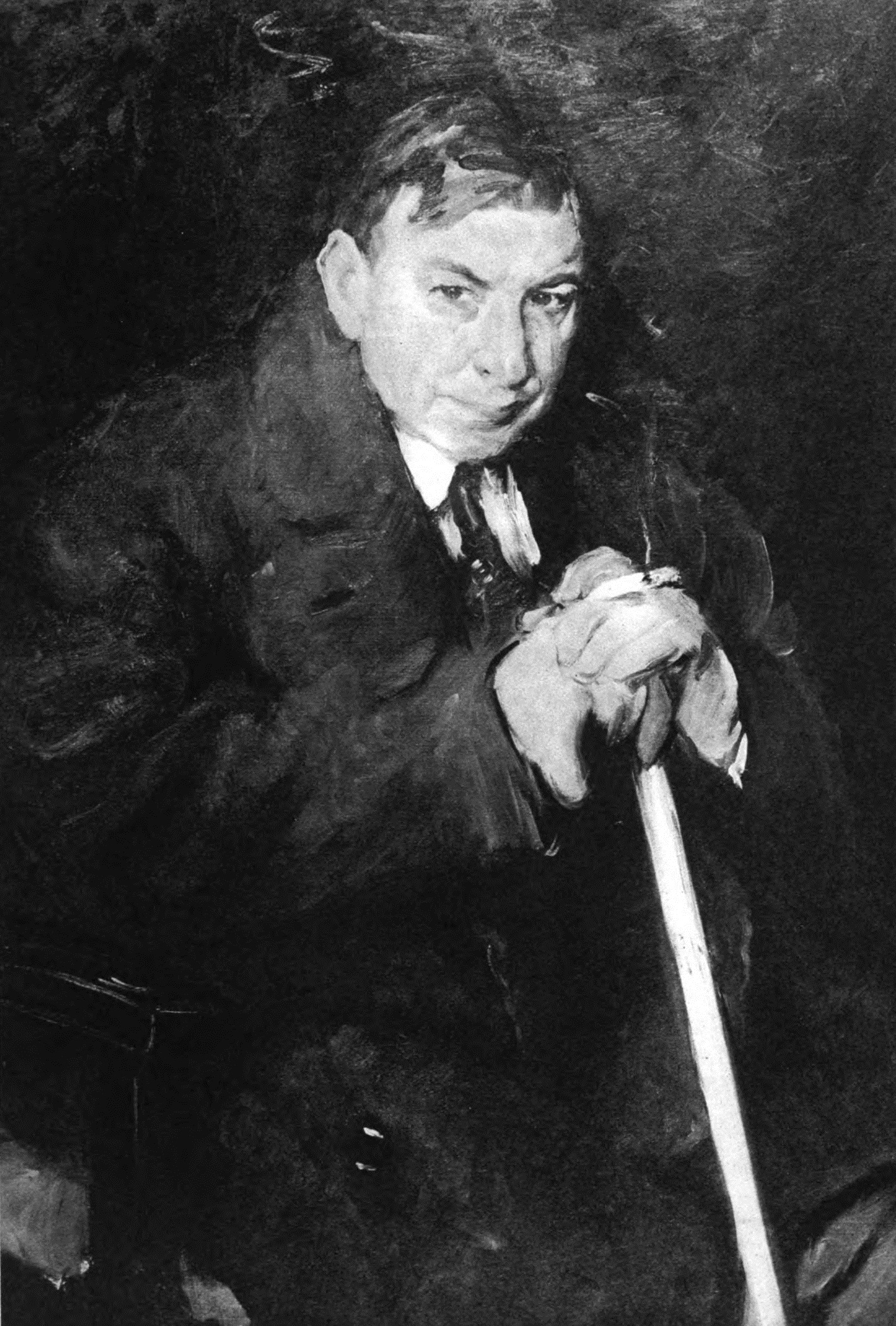
Booth Tarkington porträtiert von Wayman Elbridge Adams (im Metropolitan magazine)

Wayman Elbridge Adams (* 23. September 1883 in Muncie, Indiana; † 7. April 1959 in Austin, Texas) war ein US-amerikanischer Porträt- und Genremaler. Seine Fähigkeit, mit hoher Geschwindigkeit zu malen, brachte ihm den Spitznamen „Lightning“ ein.

## Leben

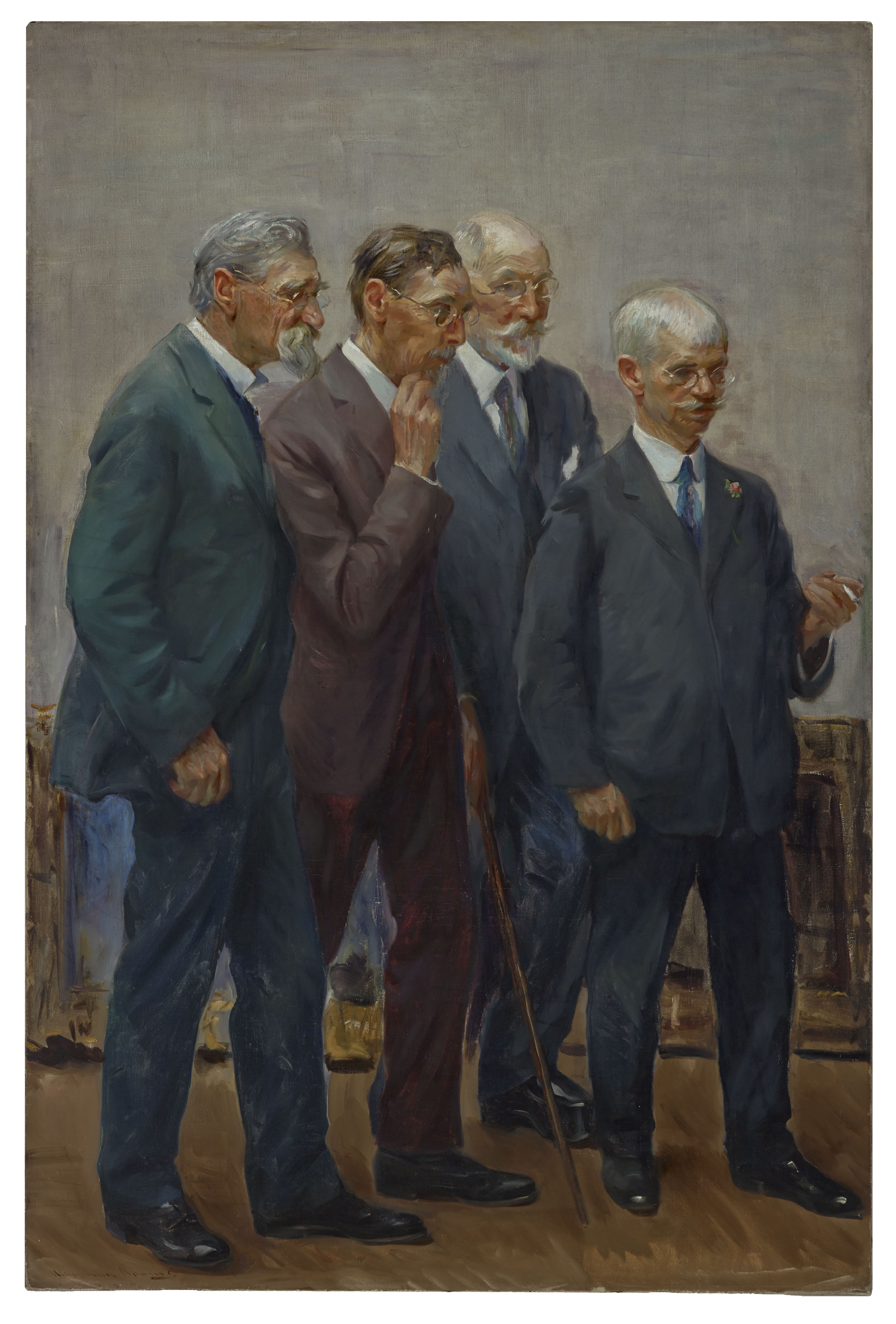
Wayman Elbridge Adams: The Art Jury, 1921

Wayman Adams wurde 1883 in Muncie, Indiana, als Sohn des Landwirts und Hobbymalers Nelson Perry Adams und dessen Ehefrau Mary Elizabeth, geborene Justice, geboren. Nach dem frühen Tod seines Vaters konnte er seine Schulausbildung nicht fortsetzen. Sein künstlerisches Talent zeigte sich früh: Mit zwölf Jahren gewann er den ersten Preis auf der Indiana State Fair und mit sechzehn erhielt er den ersten Auftrag für ein Porträt einer preisgekrönten Kuh. Wayman Adams studierte zunächst am John Herron Art Institute in Indianapolis bei William J. Forsyth und später, auf Anregung von Booth Tarkington, an der Grand Central Art School in New York. Weitere Studien führten ihn nach Spanien zu Robert Henri und nach Italien zu William Merritt Chase. 1914 erhielt er mit dem Thomas R. Proctor Prize der National Academy of Design in New York seinen ersten bedeutenden Preis. Am 1. Oktober 1918 heiratete er Margaret Graham Burroughs, die ebenfalls eine Schülerin von William Merritt Chase war. Das Paar hatte einen Sohn.
Wayman Adams galt bereits lange vor seinem Umzug nach Austin, Texas, im Jahr 1948, als einer der führenden Porträtisten der Vereinigten Staaten. Er stellte unter anderem in folgenden Institutionen aus:
- National Academy of Design (1914, 1926, 1932)
- Art Institute of Chicago (1918)
- American Watercolor Society (1930)
- Salmagundi Club (1931, 1940).
- Pennsylvania Academy of Fine Arts (1929, 1933).
- Carnegie Institute (1943).
- Hoosier Salon (1925–1926, 1929, 1931, 1935).

Den Großteil seiner Karriere unterhielt er ein Atelier in New York City. Sein erstes größeres Porträt war jenes von Booth Tarkington. Zu seinen bekanntesten Auftraggebern zählten die US-Präsidenten Warren G. Harding, Calvin Coolidge und Herbert Hoover, Vizepräsident Henry Wallace, die Generäle Jonathan Mayhew Wainwright und Walter Krueger sowie die Industriellen Benjamin Goodrich, Edward M. House, Clara Driscoll, der Golfspieler Bobby Jones, die Gouverneure von Texas, Beauford Jester und Allan Shivers, sowie der Schriftsteller J. Frank Dobie. Sein Porträt des russischen Cellisten Gregor Piatigorsky wurde 1943 im Carnegie Institute in Pittsburgh mit einem Preis in Höhe von 1.000 US-Dollar ausgezeichnet.
Wayman Adams wirkte als Lehrer an der Grand Central Art Galleries in New York, am John Herron Art Institute in Indianapolis sowie an einer Schule und Künstlerkolonie in Elizabethtown, New York, die er mit seiner Frau betrieb. 1935 und 1936 leitete er eine Kunstschule in Taxco, Guerrero, Mexiko. 1943 wurde ihm die Ehrendoktorwürde der Syracuse University verliehen. Wayman Adams war Mitglied zahlreicher Künstlervereinigungen, darunter die National Academy of Design, das National Institute of Arts and Letters, die New York Society of Painters, die National Association of Portrait Painters, die American Watercolor Society, die Allied Artists of America, der Salmagundi Club sowie die Texas Fine Arts Association. Von 1948 bis zu seinem Tod am 7. April 1959 lebte er mit seiner Frau in Austin, Texas. Ihr Haus entwickelte sich zu einem Treffpunkt für Künstler und Schriftsteller. Adams starb an einem Herzinfarkt. Werke von ihm befinden sich unter anderem im Indianapolis Museum of Art, im Art Institute of Chicago, in der Yale University Art Gallery, im San Antonio Museum sowie in der Texas State Library.

## Werk
Wayman Adams bevorzugte die Ölmalerei, arbeitete aber auch gelegentlich mit Aquarell. Sein Stil war stark von William Merritt Chase und dessen freier, spontaner Technik beeinflusst. Viele seiner Porträts entstanden innerhalb von ein bis zwei Tagen. Er malte vorzugsweise in der alla-prima-Technik, d. h. sofort und in einer Sitzung, was ihm den Spitznamen „Lightning“ einbrachte. Neben Porträts schuf er auch Genredarstellungen regionaler Gruppen, beispielsweise aus San Franciscos Chinatown und der afroamerikanischen Bevölkerung in New Orleans, wo er ab 1916 seine Wintersessions abhielt. Technisch orientierte sich sein unverkennbar kräftiger, aber dennoch konservativer Pinselduktus an seinen Lehrern Chase und Henri.